# Edward Gierek

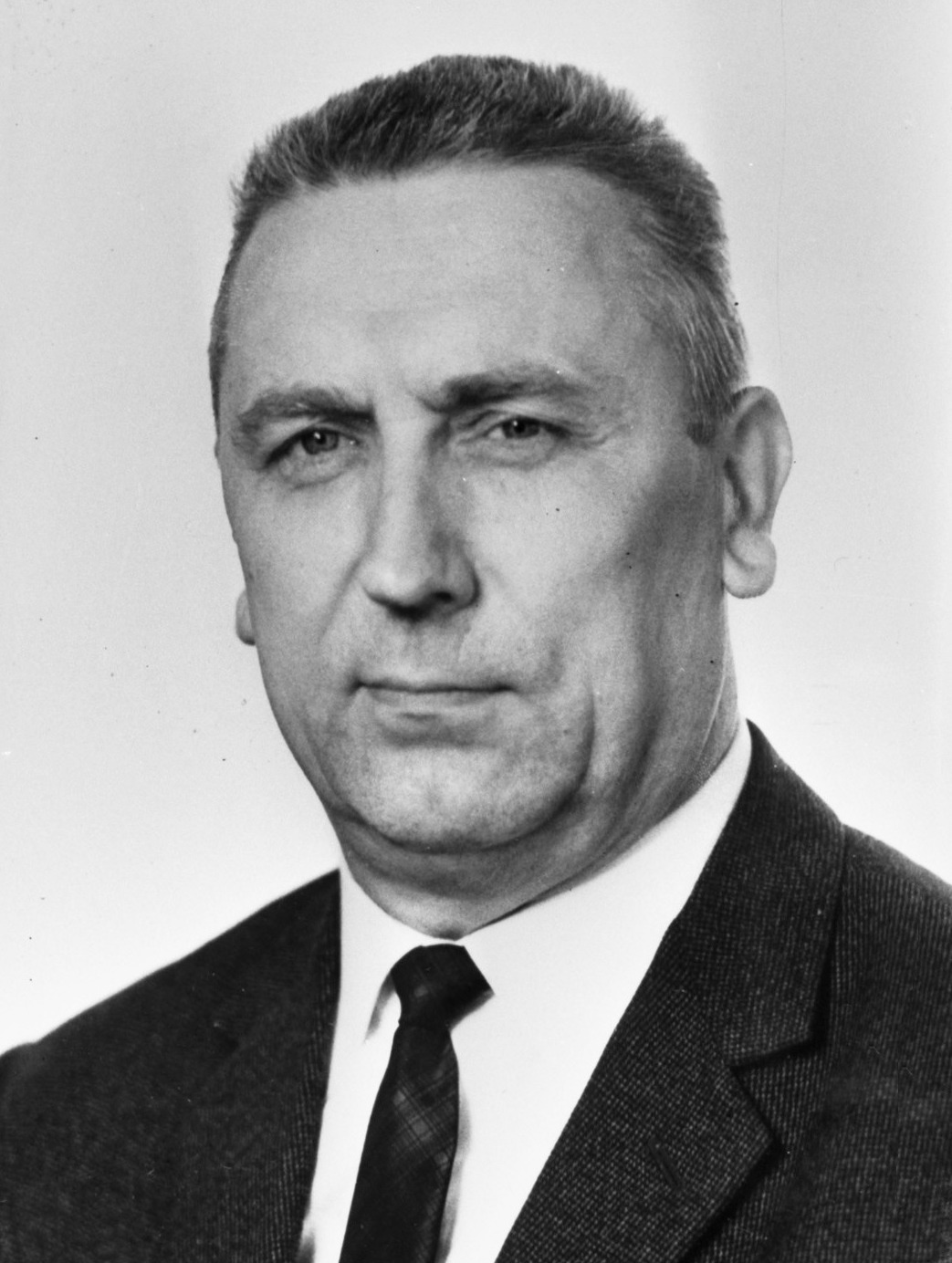
Edward Gierek (1970)

Edward Gierek (* 6. Januar 1913 in Porąbka, heute Sosnowiec; † 29. Juli 2001 in Cieszyn) war ein polnischer Politiker. Er war von 1970 bis zu seiner Absetzung 1980 Erster Sekretär und damit Parteichef der Polnischen Vereinigten Arbeiterpartei.

## Leben

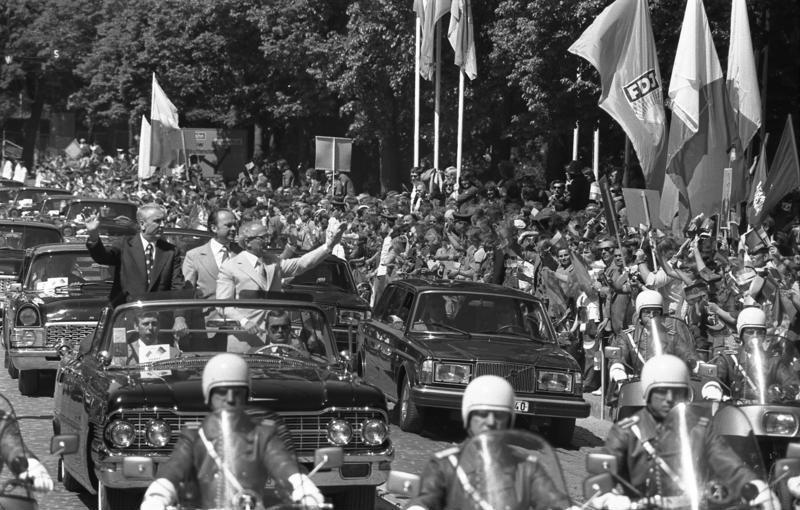
1977: Erich Honecker und Edward Gierek bei einem Besuch in Frankfurt (Oder)

Edwards Vater starb 1917 bei der Arbeit im Steinkohlenbergwerk Kazimierz-Juliusz. Gierek war seit seiner Jugend Kommunist. Vor dem Zweiten Weltkrieg lebte er zeitweise in Frankreich (Paris, Belfort, Ensisheim, Leforest) sowie später als Arbeiter in der Provinz Limburg in Belgien.
Nach seiner Rückkehr nach Polen im Jahre 1948 machte er rasch Karriere in der Polnischen Vereinigten Arbeiterpartei (PZPR). Seit 1954 gehörte er dem ZK an. Von 1957 bis 1970 erwarb er sich als Erster Sekretär des Woiwodschaftskomitees der PZPR in Katowice eine gewisse Popularität, deretwegen er nach dem Sturz Władysław Gomułkas nach den Dezemberunruhen an der Ostseeküste 1970 zum Ersten Sekretär der PZPR ernannt wurde. Seine Herrschaftszeit zeichnete sich durch den Versuch einer beschleunigten Modernisierung der polnischen Wirtschaft und die Verbesserung der Kontakte zu den westlichen Ländern aus. Nach anfänglichen Erfolgen scheiterte die Politik letztlich an der misslungenen Rückzahlung der zahlreichen Auslandskredite und der Überschuldung des Landes bei gleichzeitig weiter sinkendem Lebensstandard. Am 5. September 1980, nach dem Aufkommen der Gewerkschaft Solidarność, wurde Gierek als Erster Sekretär abgesetzt und im Dezember aus dem Zentralkomitee ausgeschlossen. Ein Jahr später wurde er auch aus der Partei ausgeschlossen und nach der Verhängung des Kriegsrechts durch General Wojciech Jaruzelski kurzzeitig interniert.
Viele Polen verbinden jedoch bis heute mit seinem Namen die Erinnerung an eine Zeit des vermeintlichen Aufschwungs. Seine Politik der Verschuldung wurde von Wirtschaftswissenschaftlern oft kritisiert. Die Schulden aus seiner Amtszeit wurden erst 2012 vollständig abgezahlt. Nach 1989 wurden viele nach ihm benannten Straßen umbenannt, jedoch erhielt eine neue Straße im französischen Auby 2018 aus Protest seinen Namen. Die Feierlichkeit wurde von den Stadtverwaltungen aus der Region Zagłębie Dąbrowskie, wo sich die Partnerstadt Czeladź befindet, sowie von französischen Kommunisten besucht.
Giereks Sohn Adam war von 2004 bis 2019 Mitglied des Europäischen Parlaments.

## Veröffentlichungen
- Ausgewählte Reden und Schriften: 1971–1978. Dietz-Verlag, Berlin 1979.